# Cantonul Oust
Cantonul Oust este un canton din arondismentul Saint-Girons, departamentul Ariège, regiunea Midi-Pyrénées, Franța.

## Comune
| Comune          | Populație (1999) | Cod poștal | Cod INSEE |
| --------------- | ---------------- | ---------- | --------- |
| Aulus-les-Bains | 189              | 09140      | 09029     |
| Couflens        | 63               | 09140      | 09100     |
| Ercé            | 532              | 09140      | 09113     |
| Oust            | 515              | 09140      | 09223     |
| Seix            | 697              | 09140      | 09285     |
| Sentenac-d'Oust | 96               | 09140      | 09291     |
| Soueix-Rogalle  | 361              | 09140      | 09299     |
| Ustou           | 299              | 09140      | 09322     |